# Como Salvar Meu Casamento
Como Salvar Meu Casamento é uma telenovela brasileira produzida pela Rede Tupi e exibida de 26 de junho de 1979 a 22 de fevereiro de 1980, às 20 horas.
Foi escrita por Edy Lima, Ney Marcondes e Carlos Lombardi, e dirigida por Atílio Riccó.
Contou com Nicette Bruno, Adriano Reys, Elaine Cristina, Paulo Guarnieri, Flávio Guarnieri, Beth Goulart, Wanda Stefânia e Kito Junqueira nos papéis principais.
É uma das poucas telenovelas integralmente preservadas da TV Tupi. Todos os capítulos e materiais extras estão preservados pela Cinemateca Brasileira.

## Sinopse
Há 23 anos, Dorinha e Pedro vivem uma típica vida de casal classe média. Aparentemente felizes, têm a vida mudada de uma hora para outra quando Pedro conhece Branca, uma mulher mais jovem e muito bonita. Disposta a lutar, Dorinha parte em busca de soluções para salvar seu casamento.

## Produção
A telenovela começou a ser produzida já em meio à crise que a Rede Tupi estava sofrendo no final da década de 70. Quase não havia verbas para as gravações, por isso optou-se por gravar externas no entorno da emissora em Sumaré..
A trama, surpreendendo a muitos e até a própria emissora, caiu no gosto do público e fez bastante sucesso. Porém, isso não foi suficiente para contornar a grande crise que a emissora vinha passando. Diante disso, a trama, que teria 160 capítulos, foi encurtada em cerca de 4 semanas antes do previsto, com 20 capítulos a menos. A novela saiu do ar em 22 de fevereiro de 1980, sem mostrar o desfecho dos personagens. A decisão repentina da emissora em retirar a novela do ar quando a mesma não estava finalizada gerou revolta por parte do público que acompanhava. Também não houve condições de continuar a novela em outro momento, pois a TV Tupi estava com os dias de sua concessão contados. Em seu lugar foi colocada uma reprise de A Viagem, que ficou no ar até os últimos dias da emissora. A sua sucessora original, intitulada Maria Nazaré, também foi descontinuada, apesar de já ter alguns capítulos gravados.
Em 1995 a TV Globo e o SBT tinham planos de um remake para a obra, no entanto, ambas desistiram do projeto.
Em 2023 o próprio Carlos Lombardi ofereceu a sinopse atualizada e mais enxuta (cerca de 80 capítulos) para o streaming e a sinopse vem sendo analisada, tal qual a sinopse da inédita Filhos do Sol.

## Elenco
- Nicette Bruno - Dorinha (Isadora)
- Adriano Reys - Pedro
- Elaine Cristina - Branca
- Agnaldo Rayol - Gilberto
- Paulo Guarnieri - Ricardo
- Flávio Guarnieri - Celso
- Beth Goulart - Sílvia
- Wanda Stefânia - Paula
- Kito Junqueira - Melão
- Suzy Camacho - Simone
- Ariclê Perez - Valquíria
- Hélio Souto - Mário
- Alzira Andrade - Jô (Josinete)
- Leonor Lambertini - Arminda
- Giuseppe Oristanio - Marinho
- Sônia Lima - Leila
- Cléo Ventura - Laura
- Rildo Gonçalves - Leandro
- Walmor Chagas - Sérgio
- Regiani Ritter - Marlene
- Paulo Betti - Patrício
- Rosaly Papadopol - Arlete
- Jacques Lagôa - Fernando
- Patrícia Mayo - Dinorá
- Lizette Negreiros - Zita
- Wálter Forster
- Aldo César
- Amilton Monteiro
- Guy Loup
- Yara Grey
- Felipe Donovan
- Maria Aparecida

Participações
- Raul Gil - como ele mesmo
- Nair Bello - Jurada do programa musical
- Caçulinha - Jurado do programa musical

## Trilha sonora
A trilha sonora da telenovela Como Salvar Meu Casamento, foi lançado em 1979 pela Gravações Tupi Associadas (a gravadora da emissora) e distribuição pela PolyGram em vinil e cassete, foi direção de Jurandir Ferreira Neto e Humberto Gargiulo.
O álbum começa com a canção "Cotidiano", foi composto e interpretado por Chico Buarque (que fez parte do álbum Construção em 1970), servindo como tema de abertura da telenovela. A segunda faixa é "Qual é, Baiana", composto por Caetano Veloso e Moacir Albuquerque, interpretada por Gal Costa (que fez parte do álbum Água Viva, lançado em 1978). A terceira faixa, "Se Quiser Chorar Por Mim", composto pelo cantor Wando e o compositor Milton Carlos, interpretado pelo próprio Wando (a música faz parte do álbum do cantor, Gôsto da Maçâ, lançado em 1978). "Ser Mulher", a quarta faixa, foi composta e interpretada por Leci Brandão (do álbum Questão de Gosto em 1976), servindo como tema de Walkíria, vivida por Ariclê Perez.  A quinta faixa, "Boleríssimo", foi composta pela cantora Isolda e o compositor Milton Carlos e interpretada pela propria Isolda, servindo como tema da Branca, vivida por Elaine Cristina. A sexta faixa, "Velha Cidade", composto pelo cantor Filó e o compositor Judith de Souza e interpretado pelo próprio Filó. A sétima faixa, "Paisagem", uma música instrumental feita pelo violonista Rosinha de Valença e composto por Hamilton Costa, servindo como tema da Dorinha, vivida por Nicette Bruno.
A oitava faixa, "Esto Te Acostumando Mal", uma versão brasileira da canção original Me Estoy Acostumbrando A Ti pelos compositores espanhois Ana Magdalena e Manuel Alejandro, foi composta por Serafim da Costa Almeida e interpretado por Sidney Magal (que faz parte do 2º álbum de estúdio do cantor, Magal, lançado em 1978). A nona faixa "Solidão", foi composto por Dolores Duran e interpretada pela cantora Marina Lima (que faz parte do álbum de estreia da cantora, Simples como Fogo), serve como tema de Silvia e Melão, vividos por Beth Goulart e Kito Junqueira. "Espelho Quebrado", a décima faixa, foi escrito pelo cantor César Costa Filho e o compositor Paulinho Soares, interpretado pelo próprio César, servindo como segundo tema da Dorinha, vivida por Nicette Bruno. A décima-primeira faixa, "Viola na Estrada", escrito e interpretado por Nenê. A décima-segunda faixa, "Eu Aproveito Tudo", foi composto por Carlinhos Borda Gato e interpretado por Wildner. A décima-terceira faixa, "Como?" foi composto e interpretado por Luís Vagner. A trilha sonora Como Salvar Meu Casamento termina com a música instrumental "Café Concerto" feita pela Banda dos Anos 20, compostos por Nenê, Gel Fernandes e Marinho.
Lista de faixas
| Lado A |                                 |                                   |                    |         |  |
| N.º    | Título                          | Compositor(es)                    | Intérprete(s)      | Duração |  |
| 1.     | "Cotidiano" (Tema de abertura)  | Chico Buarque                     | Chico Buarque      | 2:50    |  |
| 2.     | "Qual é Baiana?"                | Caetano Veloso Moacir Albuquerque | Gal Costa          | 2:55    |  |
| 3.     | "Se Quiser Chorar Por Mim"      | Wando Luiz Vagner                 | Wando              | 3:20    |  |
| 4.     | "Ser Mulher" (Tema de Walkíria) | Leci Brandão                      | Leci Brandão       | 2:27    |  |
| 5.     | "Boleríssimo" (Tema da Branca)  | Isolda Milton Carlos              | Isolda             | 3:57    |  |
| 6.     | "Velha Cidade"                  | Filó Judith de Souza              | Filó               | 3:40    |  |
| 7.     | "Paisagem" (Tema da Dorinha)    | Hamilton Costa                    | Rosinha de Valença | 2:41    |  |

| Lado B |                                      |                                                 |                   |         |  |
| N.º    | Título                               | Compositor(es)                                  | Intérprete(s)     | Duração |  |
| 8.     | "Esto Te Acostumado Mal"             | (original) Serafim da Costa Almeida (adaptação) | Sidney Magal      | 3:51    |  |
| 9.     | "Solidão" (Tema da Silvia e Melão)   | Dolores Duran                                   | Marina Lima       | 3:57    |  |
| 10.    | "Espelho Quebrado" (Tema da Dorinha) | César Costa Filho Paulinho Soares               | César Costa Filho | 3:52    |  |
| 11.    | "Viola na Estrada"                   | Nenê                                            | Nenê              | 3:03    |  |
| 12.    | "Eu Aproveito Tudo" (Tema do Melão)  | Carlinhos Borba Gato                            | Wildner           | 2:45    |  |
| 13.    | "Como?"                              | Luiz Vagner                                     | Luiz Vagner       | 3:23    |  |
| 14.    | "Café Concerto"                      | Nenê Gel Fernandes Marinho                      | Banda dos Anos 20 | 1:12    |  |